# Goesinoozjorsk
Goesinoozjorsk (Russisch: Гусиноозёрск, Boerjatisch: Галуута; Galuuta) is een stad in de Russische autonome republiek Boerjatië, waarbinnen de stad het bestuurlijk centrum vormt van het district Selenginski. De stad telde 26.502 inwoners bij de volkstelling van 2002, waarmee het de derde stad van Boerjatië vormt na Oelan-Oede en Severobajkalsk.

## Geografie
De stad ligt aan de noordoostelijke zijde van het Goesinojemeer, in de Transbaikal, in de vallei van de Selenga tussen de uitlopers van de Chamar-Daban in het westen en het Selengagebergte in het oosten. De stad ligt op ongeveer 110 kilometer ten zuidwesten van de Boerjatische hoofdstad Oelan-Oede.
De stad ligt aan de weg A165 van Oelan-Oede naar de Mongoolse grens en op 5 kilometer ten oosten van het spoorstation Sagoestaj (waarmee het een spoorverbinding heeft) van de Trans-Mongoolse spoorlijn Oelan-Oede - Naoesjki - Ulaanbaatar.

## Geschiedenis
De stad werd gesticht in 1939 als Sjachty ("(mijn)schacht") na de ontdekking van bruinkoolreserves. In 1953 kreeg de plaats de status van stad en werd hernoemd tot Goesinoozjorsk ("ganzenmeer"), naar het ernaast gelegen meer.
De 245e gemotoriseerde divisie van de Russische Grondtroepen was tot 2006 gelegerd in Goesinoozjorsk, waarna deze werd omgevormd tot een munitieopslag.

## Economie
De bruinkoolwinning vormde lange tijd de belangrijkste economische activiteit, maar werd tijdens de economische crises van de jaren 90 deels stilgelegd en werd later helemaal gesloten. De bruinkoolwinning werd uitgevoerd door de Cholboldsjinski-dagbouw-onderneming aan de oostelijke oever van het Goesinojemeer. Daarnaast waren er bedrijven actief in de lichte en levensmiddelenindustrie en de bouw, die ook allemaal sloten tijdens de economische crises.
Het enige bedrijf in de stad is nu het energiebedrijf Goesinoozjorskaja GRES, een waterkrachtcentrale van 1100 MW die onderdeel vormt van het staatsbedrijf OGK-3.
| 1959   | 1970   | 1979   | 1989   | 2002   |
| ------ | ------ | ------ | ------ | ------ |
| 11.600 | 13.800 | 22.300 | 29.790 | 26.502 |

Bestuurlijk centrum: Oelan-Oede

Baboesjkin · Goesinoozjorsk · Kjachta · Severobajkalsk · Zakamensk